# Hrabstwo Matagorda

Piramida wieku hrabstwa

Hrabstwo Matagorda – hrabstwo położone w USA w stanie Teksas. Utworzone w 1836 r. Siedzibą hrabstwa jest miasto Bay City.

## Miasta
- Bay City
- Palacios

## CDP
- Blessing
- Markham
- Matagorda
- Van Vleck